# Arcadia (geslacht)
Arcadia is een geslacht van uitgestorven temnospondyle Batrachomorpha (basale 'amfibieën'). Het leefde in het Vroeg-Trias (Indien, ongeveer 251 miljoen jaar geleden) en zijn fossiele overblijfselen zijn gevonden in Australië.

## Naamgeving
Arcadia myriadens werd voor het eerst beschreven in 1985, op basis van fossiele overblijfselen gevonden in de Arcadia-formatie (Rewan Group) nabij Duckworth Creek, Queensland (Australië). Anne Warren-Howie en Trevor Black benoemden het taxon eerst als een soort van Rewana: Rewana myriadens, de 'duizendtand'. Nog hetzelfde  jaar maakten ze het een apart geslacht, vernoemd naar de formatie.
Het holotype is QM F10121, een gedeeltelijk skelet. Volgens een studie van Rainer Schoch uit 2000 maakt de soort toch deel uit van Rewana maar daar kan in beginsel geen dwingend empirisch bewijs voor worden aangedragen omdat het hele begrip 'geslacht' geen gangbare operationele definitie heeft. Een dergelijke conclusie is zo steeds slechts de subjectieve voorkeur van de onderzoeker in kwestie.

## Beschrijving
Arcadia werd geen meter lang en bezat een schedel van bijna twintig centimeter lang en zeventien centimeter breed. Enkele unieke kenmerken onderscheidden Arcadia van andere vergelijkbare vormen: de schedel was iets langer dan breed, de positie van de ogen was tamelijk vooraan, het kaakgewricht was ongewoon complex en het voorste deel van het verhemelte bezat kleine naar voren gerichte uitsteeksels.

## Classificatie
Arcadia wordt beschouwd als een typische vertegenwoordiger van de rhytidosteïden, een groep temnospondylen die typisch is voor het Vroeg-Trias, met een driehoekige schedel. Zijn naaste verwanten zouden Derwentia zijn en in het bijzonder Rewana, op basis van gedeelde afgeleide kenmerken van de kaak.